# Мбуна

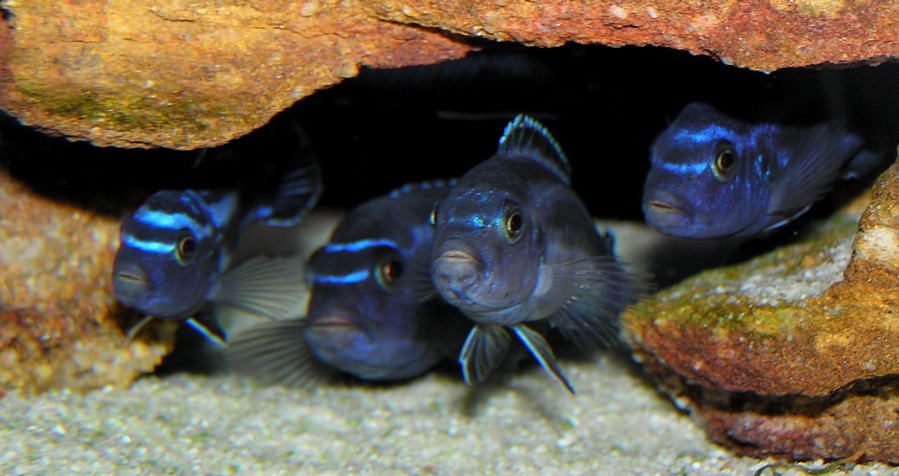
Melanochromis cyaneorhabdos Показано поведение, типичное для цихлид группы «Мбуна»

Мбуна (Mbuna) является общим названием для большой группы африканских цихлид из озера Малави. Название «Мбуна» эта группа цихлид получила от местных рыбаков из народа Тонга  и означает, что эти рыбы живут среди груд камней и вдоль скалистых берегов, в отличие от группы «Утака» — цихлид, обитающих в открытой воде.
Некоторые виды мбуна подвержены половому диморфизму, хотя и не все. Среди биологов считается, что почти все виды цихлид озера Малави произошли от одного или небольшого числа видов, которые оказались изолированны в озере. С повышением уровня воды ими могут быть колонизированы новые места обитания, а многочисленные изолированные скалистые выступы позволили сформироваться новым видам мбуна. Их яркие цвета, интригующие поведенческие особенности и выносливость делают их очень популярными, несмотря на их специфические требования к домашнему аквариумисту.

## Содержание в аквариуме
Эти цихлиды являются одними из самых красочных пресноводных рыб для домашнего аквариума. Мбуна агрессивные и территориальные рыбы, но подходят для начинающих аквариумистов, для сокращения видовой агрессии и ее рассеивания наиболее подходящем станет перенаселение в аквариуме. Подходящая обстановка аквариума включает в себя множество камней, хорошую биологическую и механическую фильтрацию, пещеры и укрытия, грунт крайне желателен в виде песка не слишком крупной фракции (0,1-1.2), что связано с потребностью рыбы просеивать его сквозь жабры в поисках пищи, а так же перекапывание для постройки нерестовых ям; растения могут быть выкорчеваны рыбами, поэтому их лучше избегать, но небольшое количество станет хорошим дополнением в аквариуме. Например, папоротник Ява может стать объектом агрессии мбуна, но не будет съеден из-за неприятного вкуса, по этой же причине возможна посадка криптокорины, а так же жестколистных растений, например анубисы..

## Социальное поведение
Мбуна сильно проявляет социальное поведение и устанавливает четко видимую социальную иерархию, включая четко определенные территории. Доминирующий самец поддерживает свою сферическую территорию, позволяя только самкам проникать на эту территорию в целях размножения. Перенаселение рассеивает агрессию, вызванную этими территориальными конфликтами. Они, как и Astatotilapia burtoni, инкубируют потомство у себя во рту и создают этим хорошие условия для потомства.

## Параметры среды
Все виды из озера Малави проживают в диапазоне температур 77-84 °F (25-29,5 °С).
pH 7,5-8,4 идеален с почти отсутствующим (около 0 ppm) содержанием аммиака и нитрита аммония.

## Известные представители цихлид мбуна
Название 'Мбуна' применимо ко всем представителям следующих родов:
- Cyathochromis Trewavas 1935
- Cynotilapia Regan 1922
- Genyochromis Trewavas 1935
- Gephyrochromis Boulenger 1901
- Iodotropheus Oliver & Loiselle 1972
- Labeotropheus Ahl 1926
- Labidochromis Trewavas 1935
- Maylandia Meyer & Foerster 1984.
- Melanochromis Trewavas 1935
- Petrotilapia Trewavas 1935
- Pseudotropheus Regan 1922

Слово 'Mbuna' входит в английские название некоторых цихлиц, таких как Melanochromis auratus (en: Golden mbuna), Maylandia zebra (en: Zebra mbuna), Pseudotropheus elongatus (en: Elongate mbuna) и некоторых других.

## Виды озера Малави
Список включает в себя группы цихлид из озера Малави, инкубирующих потомство у себя во рту.
- Павлиньи цихлиды (Aulonocara species)
- Утака цихлиды
- Другие рода, такие как Rhamphochromis